# Theodor Hutten
Theodor Hutten, auch Diedrich Theodor von der Hutten (* 1535; † 1603 in Köln) war Stadtschreiber und juristischer Sachverständiger.
Hutten war von 1560 bis 1587 Stadtschreiber von Düren und ab 1580 Sekretär der Jülichschen Ritterschaft und Landstände. 1587 wurde er Pfennigs- und Accismeister. Die Dürener Schöffen und Alträte wählten ihn 1581 zum Bürgermeister. Dieses Amt hatte er bis 1585 inne.
Als ausgebildeter Jurist und Notar war er zunächst Schreiber in städtischen Diensten und wurde 1567 zum Stadtschreiber ernannt. Er vertrat die Stadt Düren nach innen und außen und war auf Lebenszeit bei der Stadtverwaltung angestellt. Welches Ansehen Theodor Dietrich von der Hutten darüber hinaus im Jülicher Land genoss, geht daraus hervor, dass er 1580 zum Secretarius der Ritterschaft ernannt wurde. Außerdem wurde ihm 1587 das Amt des Steuereinnehmers, des Pfennig- und Akzisemeister, übertragen. Um es antreten zu können, musste er sein Dürener Stadtschreiberamt niederlegen. 
Durch die Dürener Schöffen wurde von der Hutten 1581 zum Bürgermeister von Düren gewählt. Sein Nachfolger war 1585 Hermann Trostorff und der Vorgänger von von der Hutten war der Bürgermeister Johann Zumputz von Froitzheim.
1976 wurde die Grabplatte von Theodor und Ida von der Hutten vom Friedhof „Mösche Kämpche“ in die Christuskirche in der Schenkelstraße überführt. Sie ist dort neben der Orgel hängend, für alle Besucher der Kirche heute noch sichtbar.
Seine Frau war Ida von Hochkirchen. Hutten starb in Köln, wurde aber auf dem reformierten und lutherischen Friedhof in der Paradiesstraße beerdigt.
Das Wohnhaus wurde „Huttensches Haus“ genannt und stand neben dem Haus „Zum schwarzen Adler“, heute Oberstraße 37.